# Féillire
Am Féillire (pronunciat əmˈfeːlʲəɾʲə) era un revista anual en gaèlic escocès publicada per primera vegada l'any 1872 sota el nom Almanac Gàilig air son 1872 a Inverness per J. Noble amb 44 pàgines.
La revista reaparegué l'any següent sota el nom d'Am Féillire. Van aparèixer-ne més edicions el 1875 i una cada any del 1900 al 1908. Després d'un llarg període de sequera, se'n publicà l'últim exemplar l'any 1938. Les edicions en variaven en extensió, algunes van tenir fins a 96 pàgines.